# 宁财神
宁财神（1975年2月23日—），中国编剧，本名陈万宁。他最初给自己取藝名为“宁采臣”，後改為其諧音“宁财神”。代表作有剧本《武林外传》、《龍虎山客棧》、《防火墙5788》、《大笑江湖》、《龙门镖局》、《超級快遞》，小说《缘分的天空》、《假装纯情》、《无数次亲密接触》。2014年因吸毒被中国广电总局封殺。

## 生平
宁财神15岁进入大学，毕业于华东理工大学金融专业，毕业后随朋友到北京从事期货交易。1994年，去朋友公司帮忙，几年後公司破产。在327事件中宁财神的交易席位亏损七千多万，1997年再度因郑豆事件赔光300万资产
宁财神是天涯虚拟社区早期著名网友之一，曾担任过影视评论版主。他与李寻欢（原名路金波）、邢育森被誉为“中国网络文学三驾马车”，是中国第一代网络写手。1999年底，他回上海，任“榕树下”运营总监。
宁财神业余爱好听歌、看碟，喜欢张学友的歌和周星驰的电影。

## 爭議

### 同性戀話題
2011年6月，吕丽萍在微博转发反同言論，蔡康永在微博反擊，许多明星跟帖支持。宁财神在微博發表自稱「找罵貼」的言論，写道：“我对同志并不反感，见到真爱的伴侣也会支持和祝福，但这次的大反击，让我觉得，你们缺乏必要的自信。要知道，在所有需要灵感与创意的行业，冲到顶尖的很多都是同志，在这个时代，你们早已不是弱势群体了，拜托，自信点好吗？”杜汶泽就宁财神言论进行抨击，称其为法西斯。
宁财神事後表示，“因为我表达能力有问题，基本上被误解了”。他说自己支持同性恋和同性婚姻，“一个人本能地去爱另外一个人，谁有资格干涉？”只是，“如果俩男人当着我的面接吻，我觉得挺恶心，没办法，这是人的本能，从小被告知这是很不好的东西。”他同时表示，如果同性恋者发起什么活动，“肯定会（在网上）转发，会声援。”

### 吸毒事件
2014年6月24日傍晚，他因涉嫌吸食冰毒，在北京市朝陽區工體北路一公寓內被当地公安查获并行政拘留15天，及後交代自己在7个月内共购买了三次冰毒，总共价值三千元。。他对自己的吸毒行为表示“深切的歉意和懊悔”，知情人曝宁财神吸毒被拘与之前因吸毒被抓的电影导演张元有关。从拘留所释放后，他在个人微博发表了一篇《道歉信》，并表示此生再不涉毒。他于7月6日被释放。7月21日，他吸毒后的首次公开亮相，出席张靓颖新专辑《第七感》发布会。
宁财神自2013年7月14日（按播出时间计）起担任“非诚勿扰”节目的现场评论员。从2014年6月28日（按播出时间计）起，宁财神不再出现在《非诚勿扰》节目中。
8月初，宁财神在活動中被记者问起，“后悔以前做这样的事情吗？”宁财神回应：“完全不后悔，这个有什么后悔的。人生总是要有各种各样的经历，谁还没犯过错，只要不要再犯就行。”他表示，吸毒对工作并未产生影响：“我觉得没什么影响，出来之后写了道歉书，我发现4万多条评论，一大半都在问《龙门镖局2》。能把活干好，对我们来说其实最重要的还是作品吧。”12日，央视《新闻1+1》节目中，主持人白岩松批評宁财神「不後悔」言論，宁财神隨後在微博表示“谁没犯过错，嘴上说后悔有毛用”，疑似回應白岩松。
8月中，宁财神借房祖名和柯震东二人涉毒一事，对涉毒犯罪量刑政策发表质疑：“个人意见，对冰毒应该严控，但对大麻，还是请基于医学常识的基础，参考国际惯例再量刑吧。”该言论一出，当即引来外界哗然，宁财神还进一步放言：“我被拘留，就是服法，向亲友道歉就是态度，至于不后悔嘛，成年人没资格后悔，必须为自己犯下的错负责，后悔有用，要警察干吗？”宁财神隨後删除了这两条微博，并把微博名改为“黑伽罗”，签名也改成了“谨言，慎行”。當晚，央视《焦點訪談》節目對其言論再度予以批判。
10月8日，宁财神列入广电总局的“封杀劣迹艺人”列单中，其国内参与制作的电影、电视剧、电视节目、广告节目、网络剧、微电影等，都列入暂停播出范围。

## 出版作品

### 文學著作
| 年份   | 作品名稱                 | 出版/來源        | 備註 |
| ------ | ------------------------ | ---------------- | ---- |
| 1999年 | 《缘分的天空》           | 网络文学论坛     |      |
| 1999年 | 《西游记外传之寻找猪二》 | 网络文学论坛     |      |
| 1999年 | 《星之夙愿》             | 网络文学论坛     |      |
| 1999年 | 《红旗镇的刀声》         | 网络文学论坛     |      |
| 1999年 | 《爱我，就请臊着我》     | 网络文学论坛     |      |
| 2000年 | 《九月葵花黄》           | 网络文学论坛     |      |
| 2001年 | 《假装纯情》             | 作家出版社       |      |
| 2001年 | 《有种你丫别跑》         | 知识出版社       |      |
| 2002年 | 《烛光里的妈妈桑》       | 网络文学论坛     |      |
| 2002年 | 《世界上最远的距离》     | 天津人民出版社   |      |
| 2005年 | 《二十岁文学地图》       | 辽宁教育出版社   |      |
| 2006年 | 《上海爱情》             | 台海出版社       |      |
| 2006年 | 《浆糊·爱》              | 新星出版社       |      |
| 2006年 | 《武林宝典》             | 东方出版社       |      |
| 2006年 | 《武林外传》             | 汉语大词典出版社 |      |
| 2008年 | 《祝福你，阿贵》         | 万卷出版公司     |      |
| 2012年 | 《水浒外传》             | 万卷出版社       |      |

## 编剧作品

### 电视剧编剧
| 年份   | 作品名稱              | 類型   | 備註 |
| ------ | --------------------- | ------ | ---- |
| 2001年 | 《网虫日记》          | 电视剧 |      |
| 2002年 | 《都市男女》          | 电视剧 |      |
| 2004年 | 《健康快车》          | 电视剧 |      |
| 2006年 | 《武林外传》          | 电视剧 |      |
| 2007年 | 《AA欢乐营》          | 电视剧 |      |
| 2008年 | 《防火墙5788》        | 电视剧 |      |
| 2008年 | 《龙虎山客栈》        | 电视剧 |      |
| 2010年 | 《武林外传动画版》    | 动画剧 |      |
| 2013年 | 《龙门镖局》          | 电视剧 |      |
| 2015年 | 《龙门镖局之为2归来》 | 电视剧 |      |

### 电影编剧
| 年份   | 作品名稱           | 類型 | 備註 |
| ------ | ------------------ | ---- | ---- |
| 2006年 | 《大电影之数百亿》 | 电影 |      |
| 2007年 | 《星孩总动员》     | 电影 |      |
| 2008年 | 《精舞门》         | 电影 |      |
| 2009年 | 《天生幻想狂》     | 电影 |      |
| 2010年 | 《七小罗汉》       | 电影 |      |
| 2010年 | 《爱出色》         | 电影 |      |
| 2010年 | 《大笑江湖》       | 电影 |      |
| 2011年 | 《我的间谍女友》   | 电影 |      |
| 2011年 | 《武林外传》       | 电影 |      |
| 2016年 | 《超级快递》       | 电影 |      |

## 導演作品
| 年份   | 作品名稱       | 類型   | 備註 |
| ------ | -------------- | ------ | ---- |
| 2008年 | 《龙虎山客栈》 | 电视剧 |      |

## 監製作品
| 年份   | 作品名稱     | 類型   | 備註 |
| ------ | ------------ | ------ | ---- |
| 2011年 | 《新水滸傳》 | 电视剧 |      |

## 演出作品

### 電視劇
- 2006年：《武林外传》

### 電影
- 2012年：《因情圆缺》
- 2012年：《神探亨特张》
- 2014年：《北京爱情故事》